# もしかして君だけが苦しいって思ってないかい?
もしかして君だけが苦しいって思ってないかい?（もしかしてきみだけがくるしいっておもってないかい?）は、2001年7月4日に発売されたオセロケッツの10枚目のシングル。

## 収録曲
1. もしかして君だけが苦しいって思ってないかい?
  - 作詞・作曲：森山公一
2. 朱に赤
  - 作詞・作曲：森山公一
3. RADIO GA GA
  - 作詞・作曲：Roger Taylor

## 限定シングル
お笑いコンビ「FUJIWARA」が、このシングルのCMをしていた関係で、2001年9月28日に吉本超合金Fの企画で5000枚限定シングルとして発売された。

### 収録曲
1. もしかして君だけが苦しいって思ってないかい?
2. もしかして君だけが苦しいって思ってないかい?(OSERO VERSION)